# José Manuel Martínez Aguirre
José Manuel Martínez Aguirre (Pobla de Rocamora, Daia Nova, 1923 - Alacant, 2013) fou un polític valencià. El 1940 es traslladà a viure a Alacant, estudià dret i el 1942 aprovà uns cursets de periodisme que li permeteren ser redactor de la Gaceta de Alicante, corresponsal de l'Agència EFE i redactor jefe d'Información de 1943 a 1972 i de la Hoja del Lunes de 1941 a 1981. També formà part de l'Aula Gabriel Miró.
Això li proporcionà un prestigi que li valgué que el 1970 el nomenessin director del Servei d'Informació i Premsa del Sindicat Vertical. Alhora, durant aquells anys era director d'afers jurídics del Sindicato Vertical, vocal de la Cambra de la Propietat Urbana i membre del Consejo Provincial del Movimiento Nacional. Això li va permetre ser escollit regidor d'Alacant el 1973 pel terç de les corporacions, i alcalde el gener de 1976 amb suport dels regidors sindicals. També fou procurador de les últimes Corts franquistes.
Durant el seu mandat fou donada a Alacant la col·lecció d'art d'Eusebio Sempere Juan i es va construir la depuradora del Barranc de les Ovelles. Alhora, s'havia integrat en el Partido Popular Alicantino, i dimití l'abril de 1977 per a presentar-se a les eleccions generals espanyoles de 1977, en les que no fou inclòs a les llistes d'UCD i no fou escollit. Després es va afiliar a Unió Valenciana i fou escollit regidor d'Alacant i diputat provincial el 1983 per la Coalició Popular. El 1987 no es presentà a la reelecció.

## Obres
- Crónicas alicantinas de la transición (1999)
- Memorias de otro milenio (2007)